# Norrmalmstunneln
Norrmalmstunneln är en pendeltågstunnel under delar av Norrmalm i Stockholm. Norrmalmstunneln är en del av Citybanan som blev färdigbyggd år 2017.
Norrmalmstunneln är ett cirka 800 meter långt tunnelavsnitt mellan området kring Gamla Brogatan/Kungsgatan och Observatorielunden. I januari 2009 startade sprängningsarbetena för en arbetstunnel som har sin mynning i höjd med Stockholm Vattens kontorsbyggnad vid Torsgatan. Tunneln drevs längs Torsgatans södra sida, under Norra Bantorget ner till banans servicetunnel och fram till spårtunneln under Norra Latin. På sommaren 2009 utfördes arbetena med ett ventilationstorn på Norra Latins gård. 
I april 2010 färdigställdes arbetstunneln från Torsgatan till Norra Latin, och arbetet med själva spårtunneln, både mot norr och mot söder, påbörjades. Entreprenören för delprojektet, Strabag Sverige AB, f.d. Oden Anläggningsentreprenad AB, den 6 november 2012 gjordes den sista sprängningen i Norrmalmstunneln, den del av Citybanan som går mellan Gamla Brogatan i söder och Observatorielunden i norr), därefter utfördes mark- och betongarbeten i tunnlarna fram till 2013.